# Illy
Illy är en kommun i departementet Ardennes i regionen Grand Est (tidigare regionen Champagne-Ardenne) i nordöstra Frankrike. Kommunen ligger  i kantonen Sedan-Nord som ligger i arrondissementet Sedan. År 2022 hade Illy 416 invånare.

## Befolkningsutveckling
Antalet invånare i kommunen Illy
Referens: INSEE